# Medición en la mecánica cuántica
En física cuántica, una medición es la comprobación o manipulación de un sistema físico para obtener un resultado numérico. Una característica fundamental de la teoría cuántica es que las predicciones que hace son probabilísticas. El procedimiento para hallar una probabilidad consiste en combinar un estado cuántico, que describe matemáticamente un sistema cuántico, con una representación matemática de la medición que se va a realizar en ese sistema. La fórmula para este cálculo se conoce como regla de Born. Por ejemplo, una partícula cuántica como un electrón puede describirse mediante un estado cuántico que asocia a cada punto del espacio un número complejo denominado amplitud de probabilidad. Aplicando la regla de Born a estas amplitudes se obtienen las probabilidades de que el electrón se encuentre en una región u otra cuando se realiza un experimento para localizarlo. Esto es lo mejor que puede hacer la teoría; no puede decir con certeza dónde se encontrará el electrón. El mismo estado cuántico también puede utilizarse para predecir cómo se moverá el electrón, si se realiza un experimento para medir su momento en lugar de su posición. El principio de incertidumbre implica que, sea cual sea el estado cuántico, el rango de predicciones para la posición del electrón y el rango de predicciones para su momento no pueden ser ambos estrechos. Algunos estados cuánticos implican una predicción casi segura del resultado de una medida de posición, pero el resultado de una medida de momento será altamente impredecible, y viceversa. Además, el hecho de que la naturaleza viole las condiciones estadísticas conocidas como desigualdades de Bell indica que la imprevisibilidad de los resultados de las mediciones cuánticas no puede explicarse como debida a la ignorancia sobre las "variables ocultas locales" dentro de los sistemas cuánticos.
Medir un sistema cuántico suele cambiar el estado cuántico que describe ese sistema. Se trata de una característica central de la mecánica cuántica, matemáticamente compleja y conceptualmente sutil. Las herramientas matemáticas para predecir los resultados de las mediciones y cómo pueden cambiar los estados cuánticos se desarrollaron en el siglo XX y utilizan el álgebra lineal y el análisis funcional. La física cuántica ha demostrado ser un éxito empírico y tener una amplia aplicabilidad. Sin embargo, en un plano más filosófico, continúan los debates sobre el significado del concepto de medición.

## Formalismo matemático

### "Observables" como operadores autoadjuntos
En mecánica cuántica, cada sistema físico está asociado a un espacio de Hilbert, cada uno de cuyos elementos representa un posible estado del sistema físico. El enfoque codificado por John von Neumann representa una medida sobre un sistema físico mediante un operador autoadjunto sobre ese espacio de Hilbert denominado "observable": 17 Estos observables desempeñan el papel de las magnitudes medibles conocidas de la física clásica: posición, momento, energía, momento angular, etcétera. La dimensión del espacio de Hilbert puede ser infinita, como ocurre con el espacio de funciones cuadradas integrables en una recta, que se utiliza para definir la física cuántica de un grado de libertad continuo. Otra posibilidad es que el espacio de Hilbert sea finito, como ocurre con los grados de libertad de los espines. Muchos tratamientos de la teoría se centran en el caso de dimensión finita, ya que las matemáticas implicadas son algo menos exigentes. De hecho, los textos introductorios de física sobre mecánica cuántica a menudo pasan por alto los tecnicismos matemáticos que surgen para observables de valor continuo y espacios de Hilbert de dimensión infinita, como la distinción entre operadores acotados y no acotados; cuestiones de convergencia (si el límite de una secuencia de elementos del espacio de Hilbert también pertenece al espacio de Hilbert), posibilidades exóticas para conjuntos de valores propios, como los conjuntos de Cantor, etc.: 79  Estas cuestiones pueden resolverse satisfactoriamente utilizando la teoría espectral;: 101 el presente artículo las evitará siempre que sea posible.

## Medición proyectiva
Los vectores propios de un observable de von Neumann forman una base ortonormal para el espacio de Hilbert, y cada resultado posible de esa medición corresponde a uno de los vectores que componen la base. Un operador de densidad es un operador positivo-semidefinido en el espacio de Hilbert cuya traza es igual a 1. Para cada medida que pueda definirse, la distribución de probabilidad sobre los resultados de esa medida puede calcularse a partir del operador de densidad. El procedimiento para hacerlo es la regla de Born, que establece que:
{\displaystyle P(x_{i})=\operatorname {tr} (\Pi _{i}\rho ),}
Donde {\displaystyle \rho } es el operador de densidad, y {\displaystyle \Pi _{i}} es el operador de proyección sobre el vector base correspondiente al resultado de la medición {\displaystyle x_{i}}. La media de los valores propios de un observable de von Neumann, ponderada por las probabilidades de la regla de Born, es el valor de expectativa de ese observable. Para un observable {\displaystyle A}, el valor de expectativa dado un estado cuántico {\displaystyle \rho } es :
{\displaystyle \langle A\rangle =\operatorname {tr} (A\rho ).}
Un operador de densidad que es una proyección de rango 1 se conoce como estado cuántico puro, y todos los estados cuánticos que no son puros se denominan mixtos. Los estados puros también se conocen como funciones de onda. Asignar un estado puro a un sistema cuántico implica certeza sobre el resultado de alguna medida en ese sistema (es decir, {\displaystyle P(x)=1} para un resultado {\displaystyle x}). Cualquier estado mixto puede escribirse como una combinación convexa de estados puros, aunque no de forma única. El espacio de estados de un sistema cuántico es el conjunto de todos los estados, puros y mixtos, que se le pueden asignar. 
La regla de Born asocia una probabilidad a cada vector unitario del espacio de Hilbert, de forma que estas probabilidades suman 1 para cualquier conjunto de vectores unitarios que comprenda una base ortonormal. Además, la probabilidad asociada a un vector unitario es una función del operador de densidad y del vector unitario, y no de información adicional como la elección de la base en la que se inserta dicho vector. El teorema de Gleason establece lo contrario: todas las asignaciones de probabilidades a vectores unitarios (o, equivalentemente, a los operadores que se proyectan sobre ellos) que satisfacen estas condiciones adoptan la forma de aplicar la regla de Born a algún operador de densidad.

### Medición generalizada (POVM)
En análisis funcional y teoría de la medida cuántica, una medida con valor de operador positivo (POVM) es una medida cuyos valores son operadores semidefinidos positivos en un espacio de Hilbert. Las POVM son una generalización de las medidas valoradas por proyección (PVM) y, en consecuencia, las medidas cuánticas descritas por POVM son una generalización de las medidas cuánticas descritas por PVM. Por analogía, una POVM es a una PVM lo que un estado mixto es a un estado puro. Los estados mixtos son necesarios para especificar el estado de un subsistema de un sistema mayor (véase el teorema de Schrödinger-HJW); análogamente, los POVM son necesarios para describir el efecto en un subsistema de una medida proyectiva realizada en un sistema mayor. Las POVM son el tipo más general de medida en mecánica cuántica, y también pueden utilizarse en teoría cuántica de campos. Se utilizan ampliamente en el campo de la información cuántica. 
En el caso más sencillo, de una POVM con un número finito de elementos que actúan sobre un espacio de Hilbert de dimensión finita, una POVM es un conjunto de matrices semidefinidas positivas {\displaystyle \{F_{i}\}} en un espacio de Hilbert {\displaystyle {\mathcal {H}}} y suman la matriz identidad,
{\displaystyle \sum _{i=1}^{n}F_{i}=\operatorname {I} .}
En mecánica cuántica, el elemento POVM {\displaystyle F_{i}} se asocia con el resultado de la medición {\displaystyle i}, tal que la probabilidad de obtenerla al realizar una medida sobre el estado cuántico {\displaystyle \rho } viene dado por:
{\displaystyle {\text{Prob}}(i)=\operatorname {tr} (\rho F_{i})},
Donde {\displaystyle \operatorname {tr} } es el operador de traza. Cuando el estado cuántico que se mide es un estado puro {\displaystyle |\psi \rangle } esta fórmula se reduce a:
{\displaystyle {\text{Prob}}(i)=\operatorname {tr} (|\psi \rangle \langle \psi |F_{i})=\langle \psi |F_{i}|\psi \rangle }.

### Cambio de estado debido a la medición
Una medida sobre un sistema cuántico generalmente producirá un cambio del estado cuántico de ese sistema. Escribir un POVM no proporciona la información completa necesaria para describir este proceso de cambio de estado. Para remediarlo, se especifica más información descomponiendo cada elemento POVM en un producto:
{\displaystyle E_{i}=A_{i}^{\dagger }A_{i}.}
Los operadores Kraus {\displaystyle A_{i}}, en honor a Karl Kraus, proporcionan una especificación del proceso de cambio de estado. No son necesariamente autoadjuntos, pero los productos {\displaystyle A_{i}^{\dagger }A_{i}}  lo son. Si al realizar la medición el resultado {\displaystyle E_{i}} se obtiene, entonces el estado inicial {\displaystyle \rho } se actualiza a:
{\displaystyle \rho \to \rho '={\frac {A_{i}\rho A_{i}^{\dagger }}{\mathrm {Prob} (i)}}={\frac {A_{i}\rho A_{i}^{\dagger }}{\operatorname {tr} (\rho E_{i})}}.}
Un caso especial importante es la regla de Lüders, llamada así por Gerhart Lüders. Si el POVM es a su vez un PVM, entonces los operadores de Kraus pueden tomarse como los proyectores sobre los eigenspaces del observable de von Neumann:
{\displaystyle \rho \to \rho '={\frac {\Pi _{i}\rho \Pi _{i}}{\operatorname {tr} (\rho \Pi _{i})}}.}
Si el estado inicial  {\displaystyle \rho } es puro, y los proyectores {\displaystyle \Pi _{i}} tienen rango 1, pueden escribirse como proyectores sobre los vectores {\displaystyle |\psi \rangle } y {\displaystyle |i\rangle }, respectivamente. La fórmula se simplifica así:
{\displaystyle \rho =|\psi \rangle \langle \psi |\to \rho '={\frac {|i\rangle \langle i|\psi \rangle \langle \psi |i\rangle \langle i|}{|\langle i|\psi \rangle |^{2}}}=|i\rangle \langle i|.}
Esto se ha conocido históricamente como "reducción del paquete de ondas" o "colapso de la función de onda". El estado puro de {\displaystyle |i\rangle } implica una predicción de probabilidad uno para cualquier observable von Neumann que tenga {\displaystyle |i\rangle }  como un vector propio. Los textos introductorios a la teoría cuántica suelen expresarlo diciendo que si una medición cuántica se repite en rápida sucesión, se producirá el mismo resultado las dos veces. Esto es una simplificación excesiva, ya que la implementación física de una medición cuántica puede implicar un proceso como la absorción de un fotón; después de la medición, el fotón no existe para ser medido de nuevo.
Podemos definir un mapa lineal, preservador de trazas, completamente positivo, sumando sobre todos los posibles estados post-medida de un POVM sin la normalización:
{\displaystyle \rho \to \sum _{i}A_{i}\rho A_{i}^{\dagger }.}
Es un ejemplo de canal cuántico,:150 y puede interpretarse como la expresión de cómo cambia un estado cuántico si se realiza una medición pero se pierde el resultado de la misma.:159

### Ejemplos

Representación de los estados en la esfera de Bloch (en azul) y POVM óptimo (en rojo) para la discriminación de estados cuánticos sin ambigüedad[18] en los estados y. Obsérvese que en la esfera de Bloch los estados ortogonales son antiparalelos.

El ejemplo prototípico de un espacio de Hilbert finito es un qubit, un sistema cuántico cuyo espacio de Hilbert es bidimensional. Un estado puro para un qubit puede escribirse como una combinación lineal de dos estados base ortogonales {\displaystyle |0\rangle } y {\displaystyle |1\rangle } con coeficientes complejos:
{\displaystyle |\psi \rangle =\alpha |0\rangle +\beta |1\rangle }
Una medida en la base de {\displaystyle (|0\rangle ,|1\rangle )} dará un resultado {\displaystyle |0\rangle } con la probabilidad {\displaystyle |\alpha |^{2}} y resultado {\displaystyle |1\rangle }  con probabilidad {\displaystyle |\beta |^{2}}, así que por normalización,
{\displaystyle |\alpha |^{2}+|\beta |^{2}=1.}
Un estado arbitrario para un qubit puede escribirse como una combinación lineal de las matrices de Pauli, que proporcionan una base para matrices autoadjuntas {\displaystyle 2\times 2}
{\displaystyle \rho ={\tfrac {1}{2}}\left(I+r_{x}\sigma _{x}+r_{y}\sigma _{y}+r_{z}\sigma _{z}\right),}
Donde los números reales {\displaystyle (r_{x},r_{y},r_{z})} son las coordenadas de un punto dentro de la bola unitaria y 
{\displaystyle \sigma _{x}={\begin{pmatrix}0&1\\1&0\end{pmatrix}},\quad \sigma _{y}={\begin{pmatrix}0&-i\\i&0\end{pmatrix}},\quad \sigma _{z}={\begin{pmatrix}1&0\\0&-1\end{pmatrix}}.}
Los elementos POVM pueden representarse del mismo modo, aunque la traza de un elemento POVM no es fija e igual a 1. Las matrices de Pauli no tienen traza y son ortogonales entre sí con respecto al producto interior de Hilbert-Schmidt, por lo que las coordenadas {\displaystyle (r_{x},r_{y},r_{z})} del estado {\displaystyle \rho } son los valores de las expectativas de las tres medidas de von Neumann definidas por las matrices de Pauli.:126 Si se aplica una medida de este tipo a un qubit, entonces, por la regla de Lüders, el estado se actualizará al vector propio de esa matriz de Pauli correspondiente al resultado de la medida. Los vectores propios de {\displaystyle \sigma _{z}} son los estados base {\displaystyle |0\rangle } y {\displaystyle |1\rangle }, y una medición de {\displaystyle \sigma _{z}} suele llamarse medida en la "base computacional".:76 Tras una medición en la base de cálculo, el resultado de una medición {\displaystyle \sigma _{x}} o {\displaystyle \sigma _{y}} tiene una incertidumbre máxima.
Un par de qubits juntos forman un sistema cuyo espacio de Hilbert es de 4 dimensiones. Una medida de von Neumann significativa en este sistema es la definida por la base de Bell, un conjunto de cuatro estados cuánticos máximamente entrelazados:
{\displaystyle {\begin{aligned}|\Phi ^{+}\rangle &={\frac {1}{\sqrt {2}}}(|0\rangle _{A}\otimes |0\rangle _{B}+|1\rangle _{A}\otimes |1\rangle _{B})\\|\Phi ^{-}\rangle &={\frac {1}{\sqrt {2}}}(|0\rangle _{A}\otimes |0\rangle _{B}-|1\rangle _{A}\otimes |1\rangle _{B})\\|\Psi ^{+}\rangle &={\frac {1}{\sqrt {2}}}(|0\rangle _{A}\otimes |1\rangle _{B}+|1\rangle _{A}\otimes |0\rangle _{B})\\|\Psi ^{-}\rangle &={\frac {1}{\sqrt {2}}}(|0\rangle _{A}\otimes |1\rangle _{B}-|1\rangle _{A}\otimes |0\rangle _{B})\end{aligned}}}

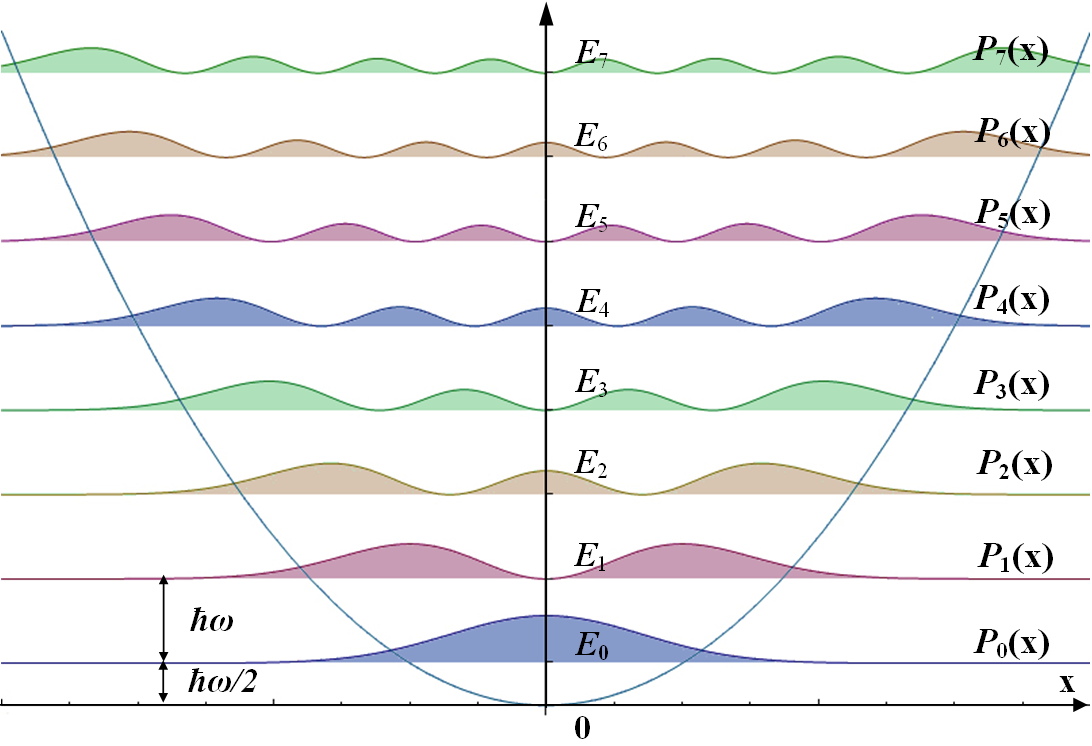
Densidad de probabilidad para el resultado de una medición de posición dado el estado propio de energía de un oscilador armónico 1D.

Un ejemplo común y útil de mecánica cuántica aplicada a un grado de libertad continuo es el oscilador armónico cuántico.:24 Este sistema está definido por el Hamiltoniano
{\displaystyle {H}={\frac {{p}^{2}}{2m}}+{\frac {1}{2}}m\omega ^{2}{x}^{2},}
Donde {\displaystyle {H}}, el operador de momento {\displaystyle {p}} y el operador de posición {\displaystyle {x}} son operadores autoadjuntos en el espacio de Hilbert de funciones cuadradas integrables en la recta real. Los estados propios de energía resuelven la ecuación de Schrödinger independiente del tiempo:
{\displaystyle {H}|n\rangle =E_{n}|n\rangle .}
Se puede demostrar que estos valores propios vienen dados por
{\displaystyle E_{n}=\hbar \omega \left(n+{\tfrac {1}{2}}\right),}
y estos valores dan los posibles resultados numéricos de una medida de energía sobre el oscilador. El conjunto de posibles resultados de una medida de posición en un oscilador armónico es continuo, por lo que las predicciones se expresan en términos de una función de densidad de probabilidad {\displaystyle P(x)} que da la probabilidad de que el resultado de la medición se encuentre en el intervalo infinitesimal comprendido entre {\displaystyle x} a {\displaystyle x+dx}.

## Historia del concepto de medición

### La "vieja teoría cuántica"
Lateoría cuántica antigua es un conjunto de resultados de los años 1900-1925 que preceden a la mecánica cuántica moderna. La teoría nunca fue completa ni autoconsistente, sino más bien un conjunto de correcciones heurísticas a la mecánica clásica. En la actualidad, la teoría se entiende como una aproximación semiclásica a la mecánica cuántica moderna. Entre los resultados notables de este periodo se incluyen el cálculo de Planck del espectro de radiación del cuerpo negro, la explicación de Einstein del efecto fotoeléctrico, el trabajo de Einstein y Debye sobre el calor específico de los sólidos, la prueba de Bohr y van Leeuwen de que la física clásica no puede explicar el diamagnetismo, el modelo de Bohr del átomo de hidrógeno y la extensión de Arnold Sommerfeld del modelo de Bohr para incluir efectos relativistas.

Experimento de Stern-Gerlach: Átomos de plata que viajan a través de un campo magnético no homogéneo y son desviados hacia arriba o hacia abajo en función de su espín; (1) horno, (2) haz de átomos de plata, (3) campo magnético no homogéneo, (4) resultado esperado clásicamente, (5) resultado observado.

El experimento de Stern-Gerlach, propuesto en 1921 e implementado en 1922, se convirtió en un ejemplo prototípico de medición cuántica con un conjunto discreto de resultados posibles. En el experimento original, los átomos de plata eran enviados a través de un campo magnético que variaba espacialmente, lo que los desviaba antes de que golpearan una pantalla detectora, como un portaobjetos de cristal. Las partículas con momento magnético distinto de cero se desvían, debido al gradiente del campo magnético, de una trayectoria recta. La pantalla revela puntos discretos de acumulación, en lugar de una distribución continua, debido al espín cuantizado de las partículas.

### Transición a la "nueva" teoría cuántica
Un artículo de 1925 de Heisenberg, conocido en inglés como "Quantum theoretical re-interpretation of kinematic and mechanical relations" (Reinterpretación teórica cuántica de las relaciones cinemáticas y mecánicas), marcó un momento crucial en la maduración de la física cuántica. Heisenberg intentó desarrollar una teoría de los fenómenos atómicos que se basara únicamente en cantidades "observables". En aquel momento, y en contraste con la posterior presentación estándar de la mecánica cuántica, Heisenberg no consideraba "observable" la posición de un electrón enlazado dentro de un átomo. En su lugar, sus principales magnitudes de interés eran las frecuencias de la luz emitida o absorbida por los átomos.
El principio de incertidumbre data de esta época. Con frecuencia se atribuye a Heisenberg, que introdujo el concepto al analizar un experimento mental en el que se intenta medir simultáneamente la posición y el momento de un electrón. Sin embargo, Heisenberg no dio definiciones matemáticas precisas de lo que significaba la "incertidumbre" en estas mediciones. El enunciado matemático preciso del principio de incertidumbre posición-momento se debe a Kennard, Pauli y Weyl, y su generalización a pares arbitrarios de observables no conmutativos se debe a Robertson y Schrödinger.
Escribir {\displaystyle {x}} y {\displaystyle {p}} para los operadores autoadjuntos que representan la posición y el momento respectivamente, se puede definir una desviación típica de la posición como:
{\displaystyle \sigma _{x}={\sqrt {\langle {x}^{2}\rangle -\langle {x}\rangle ^{2}}},}
y lo mismo para el impulso:
{\displaystyle \sigma _{p}={\sqrt {\langle {p}^{2}\rangle -\langle {p}\rangle ^{2}}}.}La relación de incertidumbre Kennard-Pauli-Weyl es
{\displaystyle \sigma _{x}\sigma _{p}\geq {\frac {\hbar }{2}}.}
Esta desigualdad significa que ninguna preparación de una partícula cuántica puede implicar simultáneamente predicciones precisas para una medida de posición y para una medida de momento. La desigualdad de Robertson generaliza esto al caso de un par arbitrario de operadores autoadjuntos {\displaystyle A} y {\displaystyle B}.  El conmutador de estos dos operadores es:
{\displaystyle [A,B]=AB-BA,}
y esto proporciona el límite inferior del producto de las desviaciones típicas:
{\displaystyle \sigma _{A}\sigma _{B}\geq \left|{\frac {1}{2i}}\langle [A,B]\rangle \right|={\frac {1}{2}}\left|\langle [A,B]\rangle \right|.}
Sustituyendo en la relación de conmutación canónica {\displaystyle [{x},{p}]=i\hbar }, expresión postulada por primera vez por Max Born en 1925, recupera el enunciado Kennard-Pauli-Weyl del principio de incertidumbre.

### De la incertidumbre a las variables no ocultas
La existencia del principio de incertidumbre plantea naturalmente la cuestión de si la mecánica cuántica puede entenderse como una aproximación a una teoría más exacta. ¿Existen "variables ocultas", más fundamentales que las magnitudes abordadas en la propia teoría cuántica, cuyo conocimiento permitiría predicciones más exactas que las que puede proporcionar la teoría cuántica? Una serie de resultados, entre los que destaca el teorema de Bell, han demostrado que amplias clases de estas teorías de variables ocultas son, de hecho, incompatibles con la física cuántica.
Bell publicó el teorema que ahora se conoce con su nombre en 1964, investigando más a fondo un experimento mental propuesto originalmente en 1935 por Einstein, Podolsky y Rosen. Según el teorema de Bell, si la naturaleza funciona realmente de acuerdo con cualquier teoría de variables ocultas locales, entonces los resultados de una prueba de Bell estarán limitados de una manera particular y cuantificable. Si se realiza una prueba de Bell en un laboratorio y los resultados no están limitados de este modo, entonces son inconsistentes con la hipótesis de que existen variables ocultas locales. Tales resultados apoyarían la postura de que no hay forma de explicar los fenómenos de la mecánica cuántica en términos de una descripción más fundamental de la naturaleza que se ajuste más a las reglas de la física clásica. En los laboratorios de física se han realizado muchos tipos de pruebas de Bell, a menudo con el objetivo de mejorar problemas de diseño experimental o de montaje que, en principio, podrían afectar a la validez de los resultados de pruebas de Bell anteriores. Esto se conoce como "cerrar lagunas en las pruebas de Bell". Hasta la fecha, las pruebas de Bell han encontrado que la hipótesis de variables ocultas locales es inconsistente con la forma en que se comportan los sistemas físicos.

### Sistemas cuánticos como dispositivos de medición
El principio de incertidumbre de Robertson-Schrödinger establece que, cuando dos observables no conmutan, existe un compromiso en la predictibilidad entre ellos. El teorema de Wigner-Araki-Yanase demuestra otra consecuencia de la no conmutatividad: la presencia de una ley de conservación limita la precisión con la que pueden medirse los observables que no conmutan con la cantidad conservada. Investigaciones posteriores en esta línea condujeron a la formulación de la información sesgada de Wigner-Yanase.
Históricamente, los experimentos de física cuántica se han descrito a menudo en términos semiclásicos. Por ejemplo, el espín de un átomo en un experimento de Stern-Gerlach podría tratarse como un grado de libertad cuántico, mientras que se considera que el átomo se mueve a través de un campo magnético descrito por la teoría clásica de las ecuaciones de Maxwell: 24 Pero los dispositivos utilizados para construir los aparatos experimentales son en sí mismos sistemas físicos, por lo que la mecánica cuántica también debería ser aplicable a ellos. A partir de la década de 1950, Rosenfeld, von Weizsäcker y otros intentaron desarrollar condiciones de consistencia que expresaran cuándo un sistema mecánico cuántico podía tratarse como un aparato de medida. Una propuesta de criterio sobre cuándo un sistema utilizado como parte de un aparato de medida puede modelarse semiclásicamente se basa en la función de Wigner, una distribución de cuasiprobabilidad que puede tratarse como una distribución de probabilidad en el espacio de fases en aquellos casos en los que es en todas partes no negativa: 375

### Decoherencia
Un estado cuántico para un sistema imperfectamente aislado evolucionará generalmente para enredarse con el estado cuántico del entorno. Por consiguiente, aunque el estado inicial del sistema sea puro, el estado en un momento posterior, hallado tomando la traza parcial del estado conjunto sistema-entorno, será mixto. Este fenómeno de entrelazamiento producido por las interacciones sistema-entorno tiende a ocultar las características más exóticas de la mecánica cuántica que el sistema podría en principio manifestar. La decoherencia cuántica, como se conoce este efecto, se estudió por primera vez en detalle durante la década de los 70. (Investigaciones anteriores sobre cómo la física clásica podría obtenerse como límite de la mecánica cuántica habían explorado el tema de los sistemas imperfectamente aislados, pero el papel del entrelazamiento no se apreciaba plenamente.) Una parte significativa del esfuerzo implicado en la computación cuántica consiste en evitar los efectos deletéreos de la decoherencia.: 239
Para ilustrarlo, veamos {\displaystyle \rho _{S}} denotan el estado inicial del sistema, {\displaystyle \rho _{E}} el estado inicial del entorno y {\displaystyle H} el Hamiltoniano que especifica la interacción sistema-entorno. El operador de densidad {\displaystyle \rho _{E}} puede diagonalizarse y escribirse como una combinación lineal de los proyectores sobre sus vectores propios:
{\displaystyle \rho _{E}=\sum _{i}p_{i}|\psi _{i}\rangle \langle \psi _{i}|.}
Expresar la evolución temporal de una duración {\displaystyle t} por el operador unitario {\displaystyle U=e^{-iHt/\hbar }}, el estado del sistema después de esta evolución es:
{\displaystyle \rho _{S}'={\rm {tr}}_{E}U\left[\rho _{S}\otimes \left(\sum _{i}p_{i}|\psi _{i}\rangle \langle \psi _{i}|\right)\right]U^{\dagger },}
que se evalúa como
{\displaystyle \rho _{S}'=\sum _{ij}{\sqrt {p_{i}}}\langle \psi _{j}|U|\psi _{i}\rangle \rho _{S}{\sqrt {p_{i}}}\langle \psi _{i}|U^{\dagger }|\psi _{j}\rangle .}
Las cantidades que rodean {\displaystyle \rho _{S}} pueden identificarse como operadores de Kraus, y así se define un canal cuántico.
La especificación de una forma de interacción entre el sistema y el entorno puede establecer un conjunto de "estados indicadores", estados del sistema que son (aproximadamente) estables, aparte de los factores de fase generales, con respecto a las fluctuaciones del entorno. Un conjunto de estados indicadores define una base ortonormal preferida para el espacio de Hilbert del sistema: 423

## Información y computación cuánticas
La ciencia cuántica de la información estudia cómo la ciencia de la información y su aplicación como tecnología dependen de los fenómenos de la mecánica cuántica. Comprender la medición en la física cuántica es importante para este campo de muchas maneras, algunas de las cuales se examinan brevemente aquí.

### Medición, entropía y distinguibilidad
La entropía de von Neumann es una medida de la incertidumbre estadística representada por un estado cuántico. Para una matriz de densidad {\displaystyle \rho }, la entropía de von Neumann es:
{\displaystyle S(\rho )=-{\rm {tr}}(\rho \log \rho );}escribiendo {\displaystyle \rho } en términos de su base de vectores propios,
{\displaystyle \rho =\sum _{i}\lambda _{i}|i\rangle \langle i|,}
la entropía de von Neumann es
{\displaystyle S(\rho )=-\sum _{i}\lambda _{i}\log \lambda _{i}.}
Se trata de la entropía de Shannon del conjunto de valores propios interpretada como una distribución de probabilidad, por lo que la entropía de von Neumann es la entropía de Shannon de la variable aleatoria definida midiendo en la base propia de {\displaystyle \rho }. En consecuencia, la entropía de von Neumann desaparece cuando {\displaystyle \rho } es puro.:320 La entropía de von Neumann de {\displaystyle \rho } puede caracterizarse equivalentemente como la entropía de Shannon mínima para una medición dado el estado cuántico {\displaystyle \rho } con la minimización sobre todos los POVM con elementos de rango 1. :323
Muchas otras magnitudes utilizadas en la teoría cuántica de la información también encuentran motivación y justificación en términos de mediciones. Por ejemplo, la distancia de traza entre estados cuánticos es igual a la mayor diferencia de probabilidad que esos dos estados cuánticos pueden implicar para un resultado de medida:: 254
{\displaystyle {\frac {1}{2}}||\rho -\sigma ||=\max _{0\leq E\leq I}[{\rm {tr}}(E\rho )-{\rm {tr}}(E\sigma )].}
Del mismo modo, la fidelidad de dos estados cuánticos, definida por
{\displaystyle F(\rho ,\sigma )=\left(\operatorname {Tr} {\sqrt {{\sqrt {\rho }}\sigma {\sqrt {\rho }}}}\right)^{2},}
expresa la probabilidad de que un estado supere una prueba para identificar una preparación satisfactoria del otro. La distancia de rastreo proporciona límites a la fidelidad mediante las desigualdades de Fuchs-van de Graaf: :274
{\displaystyle 1-{\sqrt {F(\rho ,\sigma )}}\leq {\frac {1}{2}}||\rho -\sigma ||\leq {\sqrt {1-F(\rho ,\sigma )}}.}

### Circuitos cuánticos

Circuito de representación de la medición. La línea de la izquierda representa un qubit, mientras que las dos líneas de la derecha representan un bit clásico.

Los circuitos cuánticos son un modelo de cálculo cuántico en el que un cálculo es una secuencia de puertas cuánticas seguidas de mediciones: 93 Las puertas son transformaciones reversibles en un análogo mecánico cuántico de un registro de n bits. Esta estructura análoga se denomina registro n-qubit. Las medidas, dibujadas en un diagrama de circuito como diales de puntero estilizados, indican dónde y cómo se obtiene un resultado del ordenador cuántico después de ejecutar los pasos del cálculo. Sin pérdida de generalidad, se puede trabajar con el modelo de circuito estándar, en el que el conjunto de puertas son transformaciones unitarias de un solo qubit y puertas NOT controladas sobre pares de qubits, y todas las mediciones están en la base de cálculo: 93.

### Computación cuántica basada en mediciones
La computación cuántica basada en mediciones (MBQC) es un modelo de computación cuántica en el que la respuesta a una pregunta se crea, de manera informal, en el acto de medir el sistema físico que sirve de ordenador: 317 

### Tomografía cuántica
La tomografía de estados cuánticos es un proceso mediante el cual, dado un conjunto de datos que representan los resultados de mediciones cuánticas, se calcula un estado cuántico coherente con dichos resultados de medición. Se denomina así por analogía con la tomografía, la reconstrucción de imágenes tridimensionales a partir de cortes tomados a través de ellas, como en una tomografía computarizada. La tomografía de estados cuánticos puede extenderse a la tomografía de canales cuánticos e incluso de medidas.

### Metrología cuántica
La metrología cuántica es el uso de la física cuántica para ayudar a medir magnitudes que, por lo general, tenían sentido en la física clásica, como explotar los efectos cuánticos para aumentar la precisión con la que se puede medir una longitud. Un ejemplo célebre es la introducción de la luz comprimida en el experimento LIGO, que aumentó su sensibilidad a las ondas gravitacionales.

## Aplicaciones de laboratorio
La gama de procedimientos físicos a los que pueden aplicarse las matemáticas de la medición cuántica es muy amplia. En los primeros años de la materia, los procedimientos de laboratorio incluían el registro de líneas espectrales, el oscurecimiento de películas fotográficas, la observación de centelleos, el hallazgo de huellas en cámaras de nubes y la audición de chasquidos de los contadores Geiger. El lenguaje de esta época persiste, como la descripción de los resultados de la medición en abstracto como "chasquidos del detector".
El experimento de la doble rendija es una ilustración prototípica de la interferencia cuántica, que suele describirse utilizando electrones o fotones. El primer experimento de interferencia realizado en un régimen en el que tanto los aspectos ondulatorios como los de partícula del comportamiento de los fotones son significativos fue la prueba de G. I. Taylor en 1909. Taylor utilizó pantallas de vidrio ahumado para atenuar la luz que pasaba a través de su aparato, hasta el punto de que, en lenguaje moderno, sólo un fotón iluminaría las rendijas del interferómetro a la vez. Registró los patrones de interferencia en placas fotográficas; para la luz más tenue, el tiempo de exposición necesario era de unos tres meses. En 1974, los físicos italianos Pier Giorgio Merli, Gian Franco Missiroli y Giulio Pozzi pusieron en práctica el experimento de la doble rendija utilizando electrones individuales y un tubo de televisión. Un cuarto de siglo después, un equipo de la Universidad de Viena realizó un experimento de interferencia con buckyballs, en el que las buckyballs que pasaban por el interferómetro eran ionizadas por un láser, y los iones inducían entonces la emisión de electrones, emisiones que a su vez eran amplificadas y detectadas por un multiplicador de electrones.
Los experimentos modernos de óptica cuántica pueden emplear detectores monofotónicos. Por ejemplo, en la "prueba BIG Bell" de 2018, varios laboratorios utilizaron diodos de avalancha monofotónicos. Otra configuración de laboratorio utilizó qubits superconductores. El método estándar para realizar mediciones en qubits superconductores consiste en acoplar un qubit con un resonador de forma que la frecuencia característica del resonador se desplace en función del estado del qubit, y detectar este desplazamiento observando cómo reacciona el resonador a una señal de sonda.

## Interpretaciones de la mecánica cuántica

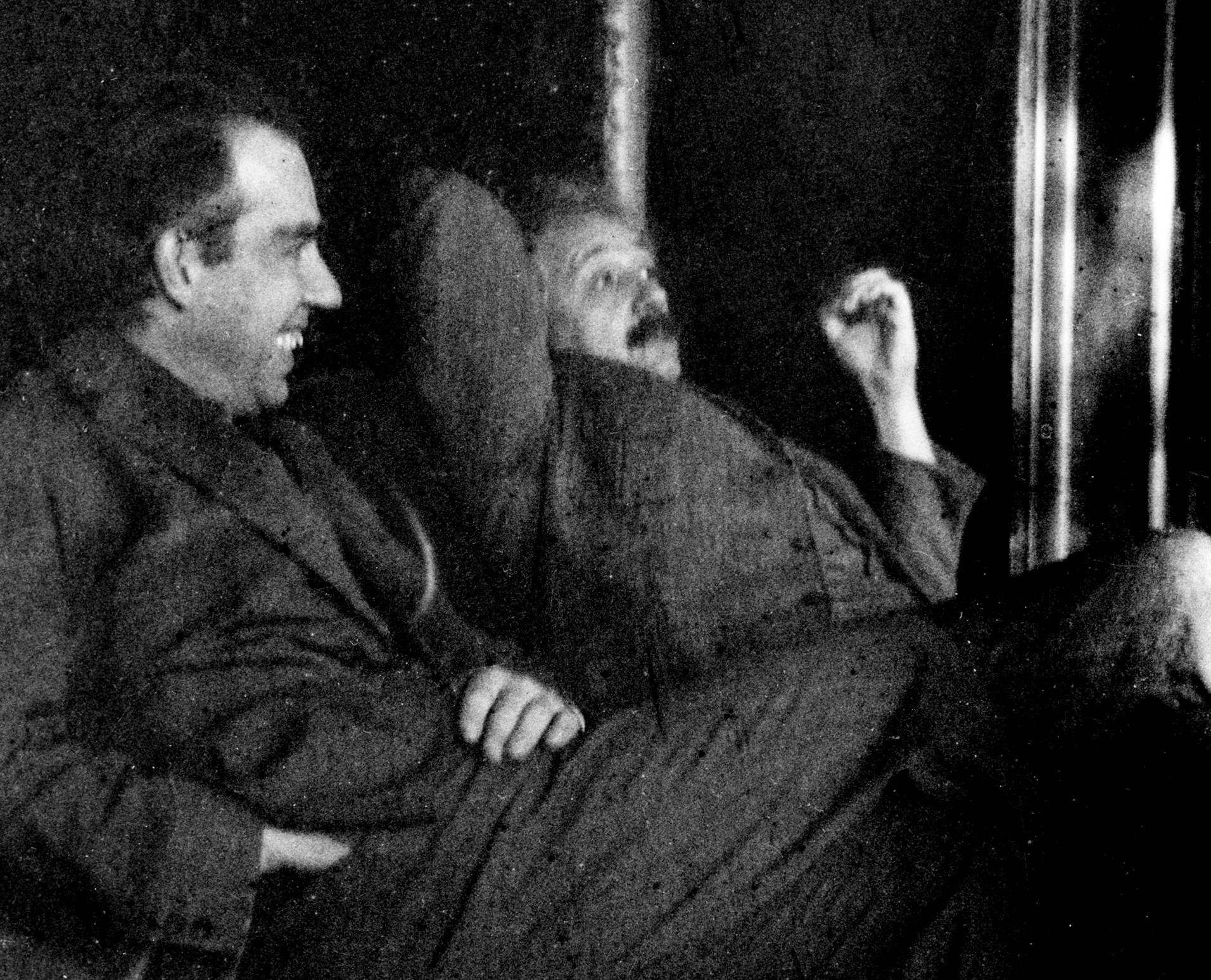
Niels Bohr y Albert Einstein, fotografiados aquí en casa de Paul Ehrenfest en Leiden (diciembre de 1925), mantuvieron una larga disputa colegial sobre lo que implicaba la mecánica cuántica para la naturaleza de la realidad.

A pesar del consenso entre los científicos de que la física cuántica es en la práctica una teoría exitosa, persisten los desacuerdos a un nivel más filosófico. Muchos debates en el área conocida como fundamentos cuánticos se refieren al papel de la medición en la mecánica cuántica. Entre las cuestiones recurrentes se encuentran qué interpretación de la teoría de la probabilidad es la más adecuada para las probabilidades calculadas a partir de la regla de Born y si la aparente aleatoriedad de los resultados de las mediciones cuánticas es fundamental o consecuencia de un proceso determinista más profundo. Las visiones del mundo que presentan respuestas a preguntas como éstas se conocen como "interpretaciones" de la mecánica cuántica; como bromeó en una ocasión el físico N. David Mermin: "Cada año aparecen nuevas interpretaciones. Ninguna desaparece jamás".
Una preocupación central dentro de los fundamentos cuánticos es el "problema de la medición cuántica", aunque la forma en que se delimita este problema, y si debe contarse como una cuestión o como múltiples cuestiones separadas, son temas controvertidos. De interés primordial es la aparente disparidad entre tipos aparentemente distintos de evolución temporal. Von Neumann declaró que la mecánica cuántica contiene "dos tipos fundamentalmente diferentes" de cambio de estado cuántico: §V.1 En primer lugar, están los cambios que implican un proceso de medición y, en segundo lugar, está la evolución temporal unitaria en ausencia de medición. El primero es estocástico y discontinuo, escribe von Neumann, y el segundo determinista y continuo. Esta dicotomía ha marcado la pauta de muchos debates posteriores. Algunas interpretaciones de la mecánica cuántica encuentran desagradable la dependencia de dos tipos diferentes de evolución temporal y consideran la ambigüedad de cuándo invocar uno u otro como una deficiencia de la forma en que se presentó históricamente la teoría cuántica. Para reforzar estas interpretaciones, sus defensores han trabajado para derivar formas de considerar la "medición" como un concepto secundario y deducir el efecto aparentemente estocástico de los procesos de medición como aproximaciones a una dinámica determinista más fundamental. Sin embargo, no se ha alcanzado un consenso entre sus defensores sobre la forma correcta de aplicar este programa y, en particular, sobre cómo justificar el uso de la regla de Born para calcular probabilidades. Otras interpretaciones consideran los estados cuánticos como información estadística sobre sistemas cuánticos, afirmando así que los cambios bruscos y discontinuos de los estados cuánticos no son problemáticos, sino que simplemente reflejan actualizaciones de la información disponible. Sobre esta línea de pensamiento, Bell preguntó: "¿Información de quién? ¿Información sobre qué?" Las respuestas a estas preguntas varían entre los defensores de las interpretaciones orientadas a la información.

## Lectura adicional
- Wheeler, John A.; Zurek, Wojciech H., eds. (1983). Quantum Theory and Measurement. Princeton University Press. ISBN 978-0-691-08316-2.
- Braginsky, Vladimir B.; Khalili, Farid Ya. (1992). Quantum Measurement. Cambridge University Press. ISBN 978-0-521-41928-4.
- Greenstein, George S.; Zajonc, Arthur G. (2006). The Quantum Challenge: Modern Research On The Foundations Of Quantum Mechanics (2nd edición). ISBN 978-0763724702.
- Alter, Orly; Yamamoto, Yoshihisa (2001). Quantum Measurement of a Single System. New York: Wiley. ISBN 9780471283089. doi:10.1002/9783527617128.
- Jordan, Andrew N.; Siddiqi, Irfan A. (2024). Quantum Measurement: Theory and Practice. Cambridge University Press. ISBN 978-1009100069.

- Datos: Q907385